# 拉里·凯恩
拉里·凯恩（英語：Larry Cain，1963年1月9日—），加拿大男子皮划艇运动员。他曾代表加拿大参加1984年、1988年和1992年夏季奥林匹克运动会皮划艇比赛，获得一枚金牌和一枚银牌。